# Sousoší Nejsvětější Trojice (Borohrádek)
Sousoší Nejsvětější Trojice se nalézá v městečku Borohrádek v okrese Rychnov nad Kněžnou na ulici T. G. Masaryka u budovy fary.

## Dějiny
Pískovcové pozdně barokní sousoší Nejsvětější Trojice bylo zhotoveno roku 1764 na náklady fundátora Josefa Karla Skály a původně stávalo na křižovatce cest. V roce 1980 bylo přemístěno na stávající umístění ke zdi u fary v Borohrádku. Autorem sousoší byl český rokokový sochař Jakub Teplý.

## Popis
Sousoší Nejsvětější Trojice tvoří na pískovcovém stupni umístěný do výše zužující se pilíř s postranními volutovými křídly zakončený výrazně profilovanu římsou, na které je umístěno sousoší Nejsvětější Trojice představované vpravo sedící stařeckou postavou Boha Otce s atributem zeměkoule a vlevo sedícím Ježíšem Kristem, držícím v ruce kříž. Nad jejich hlavami se vznáší v podobě holubice Duch Svatý obklopený kruhovou svatozáří, která je, stejně jako holubice, železná. Na přední straně pilíře je dedikace Josefa Karla Skály K větší cti a slávě Otce, Syna i Ducha svatého vystavět dal Josef Karel Skála. s chronogramem 1764.

## Galerie

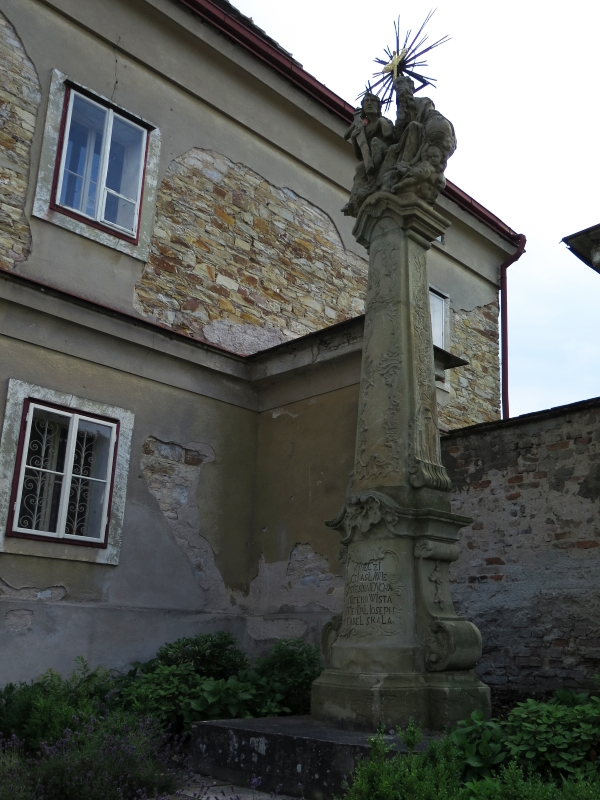
Borohrádek, sousoší Nejsvětější Trojice